# Élections provinciales népalaises de 2022
Les élections provinciales népalaises de 2022 se déroulent le 20 novembre 2022 afin d'élire pour cinq ans les membres des conseils des sept provinces du Népal.